# Gare de Gray
La gare de Gray est une gare ferroviaire française, située sur le territoire de la commune d'Arc-lès-Gray, à proximité de Gray et de Gray-la-Ville, dans le département de la Haute-Saône, en région Bourgogne-Franche-Comté.
Fermée au trafic voyageurs, cette gare est uniquement ouverte au service des marchandises.

## Situation ferroviaire
Gare de bifurcation, elle est située au point kilométrique (PK) 351,9 de la ligne de Saint-Julien (Troyes) à Gray partiellement exploitée, au PK 352,504 de la ligne de Culmont - Chalindrey à Gray non exploitée, et au PK 53,160 de la ligne de Vaivre à Gray. Elle est également l'origine de la ligne de Gray à Saint-Jean-de-Losne partiellement exploitée et de l'ancienne ligne de Gray à Fraisans déclassée. Son altitude est de 193 m.

## Histoire

L'ensemble des lignes, actuelles et anciennes, des régions Bourgogne et Franche-Comté

- 1829 délibération du conseil municipal favorable à l'établissement d'une liaison Gray Saint-Dizier reliant les parties navigables de la Saône à la Marne (le rail est envisagé comme complément de la navigation fluviale)
- 1855-1856 : ouverture de la liaison Dijon - Besançon par Dole avec un embranchement Auxonne - Gray. (PLM)
- 1858 : ouverture de la liaison Gray - Blesme (Compagnie de l'Est)
- 1860-1863 : ouverture de la liaison Gray - Nancy par Vaivre-et-Montoille (Compagnie de l'Est)
- 1866-1878 : ouverture de la liaison Gray - Besançon avec deux itinéraires, l'un rejoignant la ligne provenant de Dijon (Gray - Ougney en 1866) et l'autre celle provenant de Vesoul avec l'embranchement Montagney - Miserey-Salines en 1878. (PLM)
- 1888 : ouverture de la liaison Gray - Is-sur-Tille (Compagnie de l'Est)
- 1894 : raccordement par une ligne à voie métrique avec la gare des Chemins de fer vicinaux de la Haute-Saône située sur la rive gauche.

Le réseau en étoile au départ de Gray fut concurrencé par le développement de l'automobile et du transport routier.
- dès 1938, fermeture au trafic voyageur de la section Gray - Talmay vers Auxonne et cessation d'exploitation du réseau CFV.
- 1940, fermeture au trafic voyageur Gray - Besançon (à vérifier, le pont sur la Saône est présent jusqu'en 1958, d'après les images de l'IGN)
- 1969, fermeture au trafic voyageur Gray -  Is-sur-Tille, ancienne Ligne de Saint-Julien à Gray via Is-sur-Tille.
- 1970, fermeture au trafic voyageur Gray - Vesoul
- 1970, fermeture au trafic voyageur Gray - Culmont-Chalindrey
- 1991, fermeture au trafic marchandises Gray - Culmont-Chalindrey et réouverture simultanée de la ligne Gray - Villers-Les-Pots (Auxonne)

Ces lignes n'étaient déjà plus exploitées par la SNCF mais par la CFTA dont il reste à la gare de Gray un atelier spécialisé dans l'entretien et la restauration des machines à vapeur transféré depuis à VEOLIA transport. La locomotive tête de série des Baldwin d'après-guerre, A1AA1A 62001, pourtant classée monument historique, n'en finit pas de rouiller, à l'abandon sur le faisceau.
Depuis mai 2020, l'association des Amis de l'étoile ferroviaire de Gray présidée par Alexandre Stuart, a pour objectif de redynamiser l'activité de la gare de Gray ainsi que de ses antennes pour le service de fret

### Particularités
Avec ces différentes ouvertures, Gray présentait plusieurs particularités :
- la gare de Gray n'était pratiquement pas sur le territoire de la commune ;
- la gare était partagée entre deux réseaux celui de la Compagnie des chemins de fer de l'Est et celui de la Compagnie des chemins de fer de Paris à Lyon et à la Méditerranée (PLM) ;
- malgré ce réseau dense, Gray n'était pas situé sur un axe national important :
  - au milieu du XIXe siècle, la décision de faire passer la ligne Dijon-Mulhouse par Besançon et non par Gray et Vesoul fut prise.
  - la ligne de Dijon à Nancy par Gray, Vesoul et Épinal fut remplacée par un itinéraire passant par Chalindrey, Neufchâteau et Toul dans les années 1880 car la première ligne fut jugée trop proche de l'Allemagne.

Les rails ainsi que la gare n'ont pas été laissés à l'abandon, comme la plupart des anciennes gares de la Haute-Saône. De l'ancien réseau ferré en étoile, il ne reste presque rien. Le trafic voyageurs est assuré par autocars, vers Besançon.

## Service des voyageurs

### Accueil
La gare se situe dans la zone d'activité des Parcs.

### Desserte
Depuis septembre 2018, les services d'autocars reliant Gray à Besançon, Vesoul et Culmont-Chalindrey (ex-TER Bourgogne-Franche-Comté) ainsi que les deux liaisons vers Dijon par Fontaine-Française ou par Mirebeau-sur-Bèze (ex-Transco) sont assurées par Mobigo, le réseau régional.

### Intermodalité
Un parking d'une vingtaine de places est à la disposition des usagers.

## Service des marchandises
La gare de Gray est ouverte au service du fret. Le trafic marchandises est assuré par la seule desserte Gray-Auxonne. Deux embranchements ont été conservés, jusqu'à Autet en direction de Vaivre (Vesoul) et jusqu'à Autrey-lès-Gray en direction d'Is-sur-Tille.

## Patrimoine ferroviaire
Un important bâtiment voyageurs fut construit[Par qui ?].
Il comportait deux ailes identiques, sans étage de sept travées, encadrant un pavillon central sans étage de cinq travées dont trois grands arcs en plein cintre surmontés par l'horloge de la gare.
Une vaste marquise double enjambait cinq voies à quai ; un bâtiment à l'aspect proche de celui des ailes du bâtiment principal servait de buffet ; des installations de garage et de déchargement étaient à disposition du trafic marchandises.
Actuellement, seuls subsistent du bâtiment de la gare les deux ailes latérales, le corps central du bâtiment voyageurs et sa verrière ayant été détruits par les bombardements alliés pendant la seconde guerre mondiale. Celle de gauche est utilisée pour les voyageurs des autocars tandis que celle de droite, en partie murée, sert de Salle du Royaume des Témoins de Jéhovah de Gray. L'emplacement de l'entrée monumentale a cédé la place à un terrain en friche d'une vingtaine de mètres séparant les deux ailes du bâtiment d'origine. Les ruines du buffet, elles, ont été démolies dans les années 90 pour permettre la construction de l'avenue des parcs.

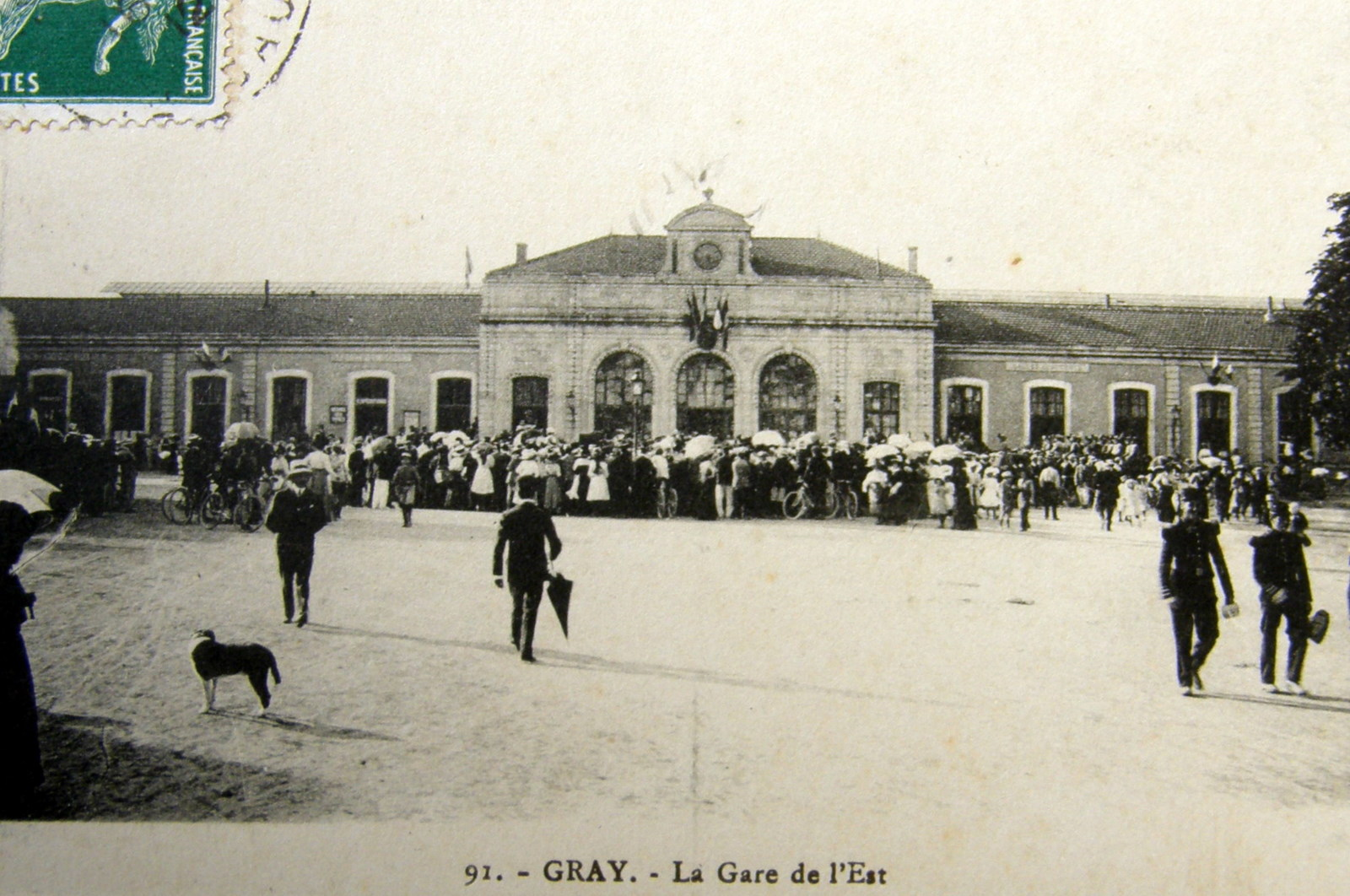
La gare du temps de sa splendeur, avec au centre, le pavillon démoli.
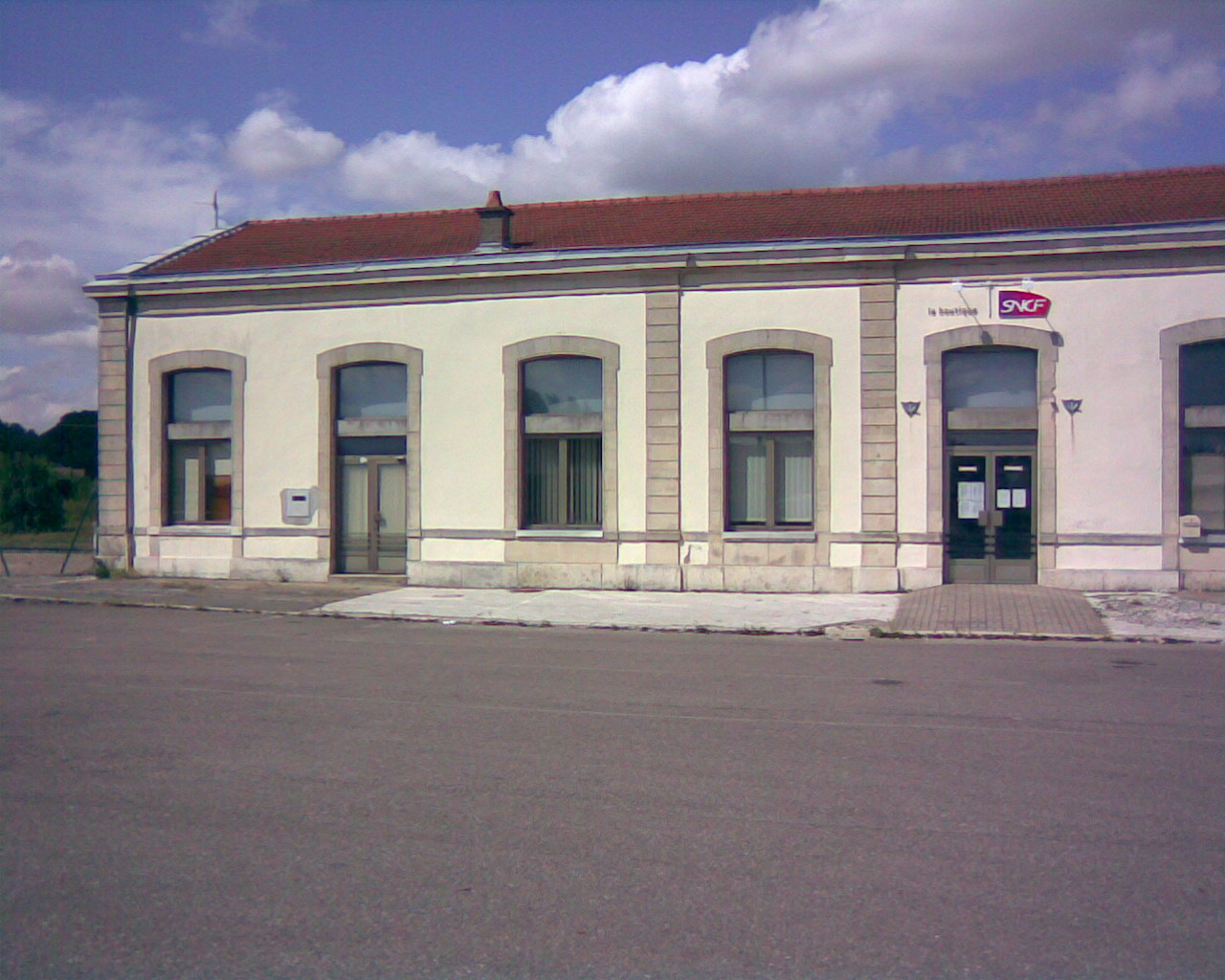
Détail de la façade de l'aile gauche.